# Gary Havelock

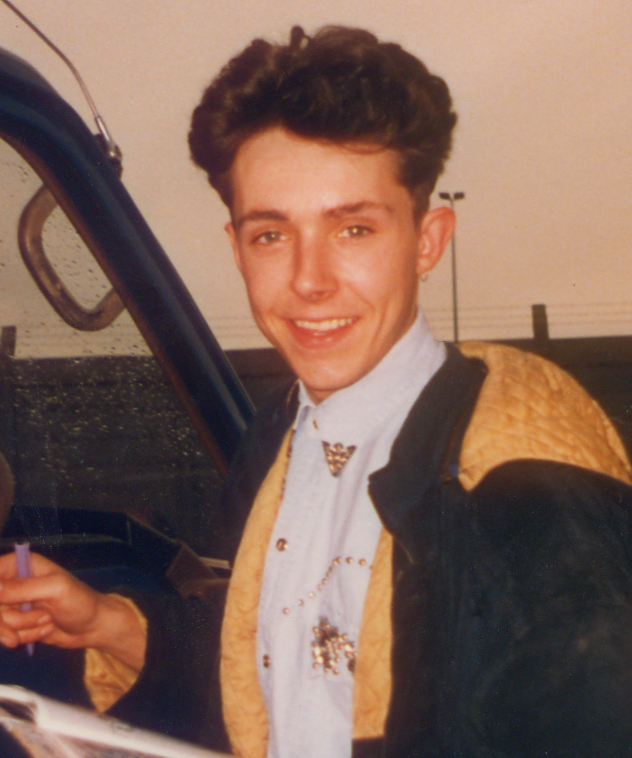
Gary Havelock, 1988

Gary Havelock (* 4. November 1968 in Middlesbrough) ist ein britischer Speedwayfahrer und Weltmeister von 1992.

## Karriere
Er startete bereits als 15-jähriger Schüler in der Premier League und wurde 1987 mit knapp 19 Jahren U21-Weltmeister. 1995 und 1996 startete er im Grand Prix. Erst in dieser Saison beendete er seine Laufbahn.

## Erfolge im Einzel
- U21-Weltmeister 1987
- Weltmeister 1992
- Grand Prix 1995 und 1996

## Persönliches
Für den britischen TV-Sender Sky Sports fungiert Gary „Havvy“ Havelock heute als Co-Kommentator bei Ligarennen und Grand-Prix-Läufen, neben seinen Ex-Rennfahrer-Kontrahenten Kelvin Tatum und Sam Ermolenko.